# Severiano Goiburu Lopetegui
Severiano Goiburu Lopetegui, també conegut com a Seve Goiburu, (Pamplona, 8 de novembre de 1906 - Pamplona, 31 de juliol de 1982) fou un futbolista navarrès dels anys 1920 i 1930 i posteriorment entrenador.

## Trajectòria
Després de jugar pel Racing de Madrid i la Gimnástica Española fou fitxat pel CA Osasuna, club on arribà a ser internacional amb la selecció espanyola. El 1929 fitxà pel FC Barcelona on jugà durant cinc temporades i el 1934 pel València CF on romangué fins al 1941. Durant la Guerra Civil jugà breument a l'Espanyol. Amb la selecció espanyol disputà 12 partits en els quals marcà 5 gols. També fou breument entrenador del Reial Múrcia, Alacant CF i CA Montemar.
Acabada la seva trajectòria al món del futbol es dedicà a la pilota basca, en les modalitats de cistella i pala. Arribà a proclamar-se campió d'Espanya en pala i pala curta el 1945 i el 1946.

## Palmarès
FC Barcelona
- Campionat de Catalunya de futbol:
  - 1929-30, 1930-31, 1931-32

València CF
- Copa espanyola:
  - 1940-41